# Villa del Rosario (Norte de Santander)
Villa del Rosario é um município da Colômbia, localizado no departamento de Norte de Santander.